# Харсеной
Харсеной (чечен. Хьорсана) — село в Шатойском районе Чечни. Является административным центром Харсенойского сельского поселения.

## География
Село расположено в 20 км к северо-западу от районного центра Шатой, на берегу реки Мартан.
Ближайшие населённые пункты: на востоке — село Большие Варанды, на западе - село Малый Харсеной, на юго-востоке — сёла Высокогорное и Сюжи.

## История
В 1944 году, после депортации чеченцев и ингушей и ликвидации Чечено-Ингушской АССР, селение Харсеной было переименовано в Дальнее. После восстановления Чечено-Ингушской АССР населённому пункту вернули прежнее название Харсеной.

## Население
| 1990 | 2002 | 2010 |
| ---- | ---- | ---- |
| 124  | ↘0   | ↗160 |